# مقاطعة بورك (جورجيا)
مقاطعة بورك (بالإنجليزية: Burke County)‏ هي إحدى المقاطعات في ولاية جورجيا في الولايات المتحدة الأمريكية.

## أعلام
- جيمس إل. بف
- روفوس إي. ليستير
- هيرشل جونسون
- ديفيد ايمانويل
- يونغ جون ألين